# Slaughter
Slaughter var et canadisk dødsmetal-band, som blev dannet i Toronto, Ontario i Canada i 1984, hvor de lagde ud med at spille thrash metal, og havde i en kort periode den indflydelsesrige dødsmetalmusiker Chuck Schuldiner med som guitarist i 1986. Slaughter var inaktive i perioden 1989-1995, men vendte tilbage i 1996 for at indspille et cover af Celtic Frosts "Dethroned Emperor" til et hyldestalbum ved navn In Memory of Celtic Frost. I 2001 blev deres debutalbum genudgivet af Nuclear Blast. 

## Diskografi
| - 1984: Meatcleaver - 1984: Bloody Karnage - 1985: Live Karnage - 1985: Surrender or Die - 1988: Paranormal - 1988: The Dark - Demo IV - 1990: Not Dead yet - 1987: Strappado | - 1986: Nocturnal Hell (ep) - 2004: Fuck Of Death (live album) - 2001: Not Dead Yet/Paranormal - 2007: Tortured Souls - 2004: Back To The Crypt/Sadist |

## Medlemmer
- Dave Hewson – Vokal, guitar (1984-1992)
- Ron Sumners – Trommer (1984-1986)
- Terry Sadler – Vokal, bas (1984-1989)
- Chuck Schuldiner – Guitar (1986)
- Brian Lourie – Trommer (1986-1992)
- Bobby Sadzak – Guitar (1988)

## Fodnoter
1. ↑  In Memory of Celtic Frost